# The Inn at Montchanin Village
The Inn at Montchanin Village est un hôtel américain situé à Montchanin (en), dans le Delaware. Ouvert en 1799, il est membre des Historic Hotels of America depuis 1999.